# Escuela Nacional de Pesca
La Escuela Nacional de Pesca "Comandante Luis Piedrabuena" (ESNP) fundada en 1973 es un instituto con sede en Mar del Plata y en la órbita de la Dirección General de Educación de la Armada.

## Reseña
Inicialmente creada por resolución n.º 1709/61 del Ministerio de Defensa, pero fue oficialmente creada con la denominación Escuela Nacional de Pesca por resolución de la provincia de Buenos Aires del 26 de marzo de 1973. Desde 1977 se halla en la órbita de la Armada Argentina a través de la Dirección General de Educación de la Armada.
Por el Convenio de Cooperación Técnica de 1981 entre la Argentina y Japón quedó formalizada en 1985 la donación de un edificio y el buque de instrucción ARA Luisito.